# غراهام جيمس
غراهام جيمس (بالإنجليزية: Graham James)‏ هو سياسي بريطاني، ولد في 19 يناير 1951 في المملكة المتحدة. انتخب Bishop of St Germans ‏ (23 فبراير 1993 – 1999) وانتخب Bishop of Norwich ‏ (1999 – ).